# Služebník (návrhový vzor)
Služebník (anglicky Servant) je návrhový vzor využívaný v objektově orientovaném programování. Tento vzor řeší problém, kdy potřebujeme definovat společnou funkčnost pro instance více tříd současně, přičemž tyto třídy nemohou mít společného rodiče, kam bychom definici této funkčnosti umístili.

## Motivace
Návrhový vzor Služebník využijeme v případě, když:
- Několik tříd potřebuje definovat stejnou činnost a nechceme definovat na několika místech stejný kód
- Objekt má úkol, který naprogramovat buď neumíme, nebo bychom jej sice zvládli, ale víme, že je úloha již naprogramovaná jinde
- Připravujeme řešení, které chceme definovat dostatečně obecné, aby je mohli používat všichni, kteří je budou v budoucnu potřebovat, a přitom nevíme, kdo budou ti potřební

## Implementace vzoru
Služebník nepracuje sám, ale komunikuje s obsluhovanými instancemi.
Aby mohl instance bezproblémově obsluhovat, klade na ně požadavky,
co všechno musejí obsluhované instance umět
Služebník:
- Definuje rozhraní, v němž deklaruje své požadavky na obsluhované instance
- Metody služebníka pak budou akceptovat instance tohoto rozhraní jako své parametry

Instance, která chce být obsloužena:
- Implementuje příslušné rozhraní, aby se mohla vydávat za jeho instanci. Implementací tohoto rozhraní deklaruje, že umí to, co od ní služebník k její plnohodnotné obsluze požaduje.

## Terminologie
V následujícím popisu jsou použity termíny:
- klient – objekt, který něco požaduje po obsluhovaných objektech.
- služebník – objekt, který nabízí nějakou službu objektům, implementujícím rozhraní IObsluhovaný
- IObsluhovaný – rozhraní, jehož implementaci vyžaduje služebník od obsluhovaných objektů
- obsluhovaný – Objekt, který implementuje rozhraní IObsluhovaný a je proto schopen být obsluhován služebníkem.

## Možná použití
Návrhový vzor Služebník používám ve dvou drobně odlišných situacích.

### Služebníka zná obsluhovaný objekt

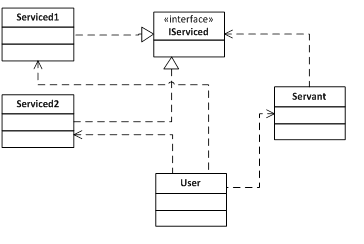
Diagram tříd, kde služebníka (Servant) zná obsluhovaný objekt (User)

V prvním případě Klient (Client) posílá Obsluhovanému objektu zprávu se svým požadavkem. Obsluhovaný neumí nebo nechce na zprávu reagovat sám, a proto si 'pozve' Služebníka, který mu pomůže požadovanou funkci realizovat, a předá se jeho metodě jako parametr. Klient přitom vůbec nemusí vědět, že Obsluhovaný použil služeb Služebníka.
Příklad
Tento jednoduchý příklad v programovacím jazyce Java ukazuje situaci, kdy Služebníka (Servant) zná Obsluhovaný (User) objekt. Příklad je pouze ilustrativní a neposkytuje žádné vykreslování geometrických objektů, ani specifikace jak vypadají.
```
// MoveServant je trida poskytujici funkcionalitu

// tridam implementujicim interface Movable

public
 
class
 
MoveServant
 
{

// Metoda, ktera presune jakoukoliv tridu implementujici Movable

// na zcela novou pozici

public
 
void
 
move
(
Movable
 
serviced
,
 
PositionAbsolute
 
absolute
)
 
{

	
// nastavi novou pozici

	
serviced
.
setPosition
(
absolute
);

}

// Metoda, ktera presune jakoukoliv tridu implementujici Movable

// na pozici, posunutou v obou smerech o PositionRelative

public
 
void
 
move
(
Movable
 
serviced
,
 
PositionRelative
 
relative
)
 
{

	
// nacte aktualni absolutni pozici objektu serviced

	
PositionAbsolute
 
position
 
=
 
serviced
.
getPosition
();

	
// posune aktualni pozici PositionAbsolute o pozici relativni PositionRelative

	
position
.
add
(
relative
);

	
// a aktualizuje vysledek

	
serviced
.
setPosition
(
position
);

}

}

// Interface urcujici, co obsluhovane tridy musi implementovat, aby

// mohli byt obslouzeny servantem MoveServant

public
 
interface
 
Movable
 
{

	
// metoda setPosition, ktera umoznuje presouvat Movable

	
public
 
void
 
setPosition
(
PositionAbsolute
 
p
);

	
// metoda getPosition, ktera umoznuje ziskat polohu

	
public
 
PositionAbsolute
 
getPosition
();

}

// trojuhelnik implementujici rozhrani Movable

public
 
class
 
Triangle
 
implements
 
Movable
 
{

	
private
 
PositionAbsolute
 
p
;
 
// pro urceni pozice trojuhelniku

	
@Override

	
public
 
void
 
setPosition
(
PositionAbsolute
 
p
)
 
{
 
// nastaveni pozice trojuhelniku

		
this
.
p
 
=
 
p
;

	
}

	
@Override

	
public
 
PositionAbsolute
 
getPosition
()
 
{
 
// ziskani pozice trojuhelniku

		
return
 
this
.
p
;

	
}

}

// ctyrstran implementujici rozhrani Movable

public
 
class
 
Rectangle
 
implements
 
Movable
 
{

	
private
 
PositionAbsolute
 
p
;
 
// pro urceni pozice ctyrstranu

	
@Override

	
public
 
void
 
setPosition
(
PositionAbsolute
 
p
)
 
{
 
// nastaveni pozice ctyrstranu

		
this
.
p
 
=
 
p
;

	
}

	
@Override

	
public
 
PositionAbsolute
 
getPosition
()
 
{
 
// ziskani pozice ctyrstranu

		
return
 
this
.
p
;

	
}

}

public
 
class
 
PositionAbsolute
 
{
 
//absolutni pozice

	
private
 
int
 
x
;
 
//souradnice x

	
private
 
int
 
y
;
 
//souradnice y

	
public
 
int
 
getX
()
 
{
 
return
 
x
;
 
}
 
//getter pro x

	
public
 
int
 
getY
()
 
{
 
return
 
y
;
 
}
 
//getter pro y

	
//pricte k absolutni pozici relativni

	
public
 
void
 
add
(
PositionRelative
 
relative
)
 
{

		
x
 
+=
 
relative
.
getX
();

		
y
 
+=
 
relative
.
getY
();

	
}

	
public
 
PositionAbsolute
(
int
 
sx
,
 
int
 
sy
)
 
{
 
//konstruktor teto tridy

		
x
 
=
 
sx
;

		
y
 
=
 
sy
;

	
}

}

public
 
class
 
PositionRelative
 
{
 
//relativni pozice/posunuti

	
private
 
int
 
x
;
 
//souradnice x

	
private
 
int
 
y
;
 
//souradnice y

	
public
 
int
 
getX
()
 
{
 
return
 
x
;
 
}
 
//getter pro x

	
public
 
int
 
getY
()
 
{
 
return
 
y
;
 
}
 
//getter pro y

	
public
 
PositionRelative
(
int
 
dx
,
 
int
 
dy
)
 
{
 
//konstruktor teto tridy

		
x
 
=
 
dx
;

		
y
 
=
 
dy
;

	
}

}

public
 
class
 
Client
 
{

public
 
static
 
void
 
main
(
String
[]
 
args
)
 
{

	
MoveServant
 
ms
 
=
 
new
 
MoveServant
();

	
ms
.
move
(
new
 
Triangle
(),
 
new
 
PositionAbsolute
(
10
,
 
10
));

	
MoveServant
 
ms2
 
=
 
new
 
MoveServant
();

	
ms2
.
move
(
new
 
Rectangle
(),
 
new
 
PositionRelative
(
5
,
 
5
));

}

}

```

### Služebníka zná klientský objekt

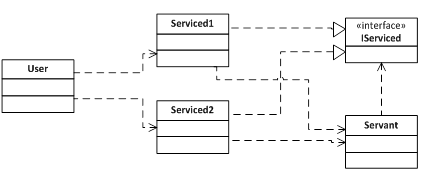
Diagram tříd, kde služebníka (Servant) obsluhovaný objekt (User) nezná

V druhém případě Klient (Client) ví, že Obsluhovaný objekt implementuje rozhraní Obsluhovaný (Movable) a že klientem požadovanou službu umí splnit Služebník (MoveServant). Zavolá proto Služebníka sám a předá mu Obsluhovaný objekt (Triangle nebo Rectangle) jako parametr. Obsluhovaný v tomto případě vůbec nemusí vědět, že je předáván jako parametr některé z metod Služebníka a že je následně obsluhován Služebníkem.
 Příklad 
Tento jednoduchý příklad v programovacím jazyce Java ukazuje situaci, kdy Služebníka (Servant) zná Klientský (Serviced) objekt. Příklad je pouze ilustrativní a neposkytuje žádné vykreslování geometrických objektů, ani specifikace jak vypadají.
```
// MoveServant je trida poskytujici funkcionalitu

// tridam implementujicim interface Movable

public
 
class
 
MoveServant
 
{

// Metoda, ktera presune jakoukoliv tridu implementujici Movable

// na zcela novou pozici

public
 
void
 
move
(
Movable
 
serviced
,
 
PositionAbsolute
 
absolute
)
 
{

	
// nastavi novou pozici

	
serviced
.
setPosition
(
absolute
);

}

// Metoda, ktera presune jakoukoliv tridu implementujici Movable

// na pozici, posunutou v obou smerech o PositionRelative

public
 
void
 
move
(
Movable
 
serviced
,
 
PositionRelative
 
relative
)
 
{

	
// nacte aktualni absolutni pozici objektu serviced

	
PositionAbsolute
 
position
 
=
 
serviced
.
getPosition
();

	
// posune aktualni pozici PositionAbsolute o pozici relativni PositionRelative

	
position
.
add
(
relative
);

	
// a aktualizuje vysledek

	
serviced
.
setPosition
(
position
);

}

}

// Interface urcujici, co obsluhovane tridy musi implementovat, aby

// mohli byt obslouzeny servantem MoveServant

public
 
interface
 
Movable
 
{

	
// metoda setPosition, ktera umoznuje presouvat Movable

	
public
 
void
 
setPosition
(
PositionAbsolute
 
p
);

	
// metoda getPosition, ktera umoznuje ziskat polohu

	
public
 
PositionAbsolute
 
getPosition
();

}

// trojuhelnik implementujici rozhrani Movable

public
 
class
 
Triangle
 
implements
 
Movable
 
{

	
private
 
PositionAbsolute
 
p
;
 
// pro urceni pozice trojuhelniku

	
@Override

	
public
 
void
 
setPosition
(
PositionAbsolute
 
p
)
 
{
 
// nastaveni pozice trojuhelniku

		
this
.
p
 
=
 
p
;

	
}

	
@Override

	
public
 
PositionAbsolute
 
getPosition
()
 
{
 
// ziskani pozice trojuhelniku

		
return
 
this
.
p
;

	
}

	
public
 
void
 
move
(
PositionAbsolute
 
absolute
)
 
{

		
MoveServant
 
ms
 
=
 
new
 
MoveServant
();

		
ms
.
move
(
this
,
 
absolute
);

	
}

	
public
 
void
 
move
(
PositionRelative
 
relative
)
 
{

		
MoveServant
 
ms
 
=
 
new
 
MoveServant
();

		
ms
.
move
(
this
,
 
relative
);

	
}

}

// ctyrstran implementujici rozhrani Movable

public
 
class
 
Rectangle
 
implements
 
Movable
 
{

	
private
 
PositionAbsolute
 
p
;
 
// pro urceni pozice ctyrstranu

	
@Override

	
public
 
void
 
setPosition
(
PositionAbsolute
 
p
)
 
{
 
// nastaveni pozice ctyrstranu

		
this
.
p
 
=
 
p
;

	
}

	
@Override

	
public
 
PositionAbsolute
 
getPosition
()
 
{
 
// ziskani pozice ctyrstranu

		
return
 
this
.
p
;

	
}

	
public
 
void
 
move
(
PositionAbsolute
 
absolute
)
 
{

		
MoveServant
 
ms
 
=
 
new
 
MoveServant
();

		
ms
.
move
(
this
,
 
absolute
);

	
}

	
public
 
void
 
move
(
PositionRelative
 
relative
)
 
{

		
MoveServant
 
ms
 
=
 
new
 
MoveServant
();

		
ms
.
move
(
this
,
 
relative
);

	
}

}

public
 
class
 
PositionAbsolute
 
{
 
//absolutni pozice

	
private
 
int
 
x
;
 
//souradnice x

	
private
 
int
 
y
;
 
//souradnice y

	
public
 
int
 
getX
()
 
{
 
return
 
x
;
 
}
 
//getter pro x

	
public
 
int
 
getY
()
 
{
 
return
 
y
;
 
}
 
//getter pro y

	
//pricte k absolutni pozici relativni

	
public
 
void
 
add
(
PositionRelative
 
relative
)
 
{

		
x
 
+=
 
relative
.
getX
();

		
y
 
+=
 
relative
.
getY
();

	
}

	
public
 
PositionAbsolute
(
int
 
sx
,
 
int
 
sy
)
 
{
 
//konstruktor teto tridy

		
x
 
=
 
sx
;

		
y
 
=
 
sy
;

	
}

}

public
 
class
 
PositionRelative
 
{
 
//relativni pozice/posunuti

	
private
 
int
 
x
;
 
//souradnice x

	
private
 
int
 
y
;
 
//souradnice y

	
public
 
int
 
getX
()
 
{
 
return
 
x
;
 
}
 
//getter pro x

	
public
 
int
 
getY
()
 
{
 
return
 
y
;
 
}
 
//getter pro y

	
public
 
PositionRelative
(
int
 
dx
,
 
int
 
dy
)
 
{
 
//konstruktor teto tridy

		
x
 
=
 
dx
;

		
y
 
=
 
dy
;

	
}

}

public
 
class
 
Client
 
{

public
 
static
 
void
 
main
(
String
[]
 
args
)
 
{

	
Triangle
 
triangle
 
=
 
new
 
Triangle
();

	
triangle
.
move
(
new
 
PositionAbsolute
(
10
,
 
10
));

	
Rectangle
 
rectangle
 
=
 
new
 
Rectangle
();

	
rectangle
.
move
(
new
 
PositionRelative
(
5
,
 
5
));

}

}

```

## Podobné návrhové vzory
Návrhový vzor Služebník je velmi podobný vzoru Command (Příkaz). Architektura je stejná, liší se pouze posloupností úvah architekta aplikace.